# Гузарский, Юрий Станиславович
Юрий Станиславович Гузарский (1885, Варшава — 14 или 15 января 1919) — красный командир, начдив 15-й стрелковой дивизии, один из руководителей подавления Ярославского восстания.

## Биография
В начале Первой мировой войны поступил вольноопределяющимся в 13-й драгунский полк 6-й кавалерийской дивизии 1-го Туркестанского стрелкового корпуса. Дивизия сначала воевала на границе с Восточной Пруссией, затем стояла в Луцке. Получил чин поручика.
Летом 1917 года сидел в Киеве в тюрьме, был арестован Временным правительством, как подозреваемый в большевизме. После Октябрьской революции освобожден. В октябре избран депутатом Совета солдатских депутатов Ровенского гарнизона. Вступил в РСДРП (б). В ноябре участвовал в создании ВРК в Луцке. Был товарищем председателя корпусного комитета и членом ВРК особой армии. Сотрудничал с Марией Спиридоновой. 16 декабря 1917 года назначен комиссаром неукраинских и неказачьих войск Юго-Западного фронта, участвовал в боевых действиях в районе Одессы и Николаева во время немецкого наступления, занимал пост начальника штаба народной гвардии Юго-Западного фронта. В марте-апреле 1918 года — председатель чрезвычайного штаба по обороне Одессы и комиссар по формированию рабоче-крестьянской красной гвардии юга России. Был членом Всеукраинского ЦИК. В апреле — мае 1918 года — верховный комиссар по формированию на Украине славянских революционных отрядов. Затем переброшен на восток, был председателем Самарского чрезвычайного революционного штаба, начальником штаба Урало-Оренбургского фронта. В июне 1918 года в Москве: заместитель заведующего оперативным отделом наркомата по военным делам (собирал информацию о настроениях в разных областях, курировал агентурную и войсковую разведку и выполнял спецзадания Совнаркома).
Приказом наркома Л. Д. Троцкого в июле 1918 года, возможно, по инициативе Муралова, для подавления Ярославского восстания «Был назначен командующим некто ГУЗАРСКИЙ, были посланы броневики и солдаты». Командующим Северным Ярославским фронтом был назначен Анатолий Ильич Геккер, а обстрелом и наступлением на Ярославль прибывших частей с юга, от Москвы, руководил командующий Южным Ярославским фронтом Гузарский (в некоторых источниках — Гудзарский, Гусарский), находившийся на станции Всполье. Первая телеграмма в Москву из Всполья Гузарским подписана 14 июля; предположительно тогда он и приступил к своим обязанностям. В разных ситуациях он обнаружил абсолютно беспощадное равнодушие к жителям Ярославля. 16 июля 1918 года в телеграммах из Ярославля требовал от Москвы присылки химических и зажигательных снарядов: «Необходимо заменить вышедшие из строя броневики, прислать новые броневики, а также тяжелую батарею, снаряды в том числе химические и зажигательные. Нужны самые энергичные работы. Для этого необходима хоть одна стойкая пехотная часть, мне же прислали отряд сборные и уже силу этого без всякой справки. Если не удастся ликвидировать дело иначе, придется срыть город до основания. Передайте немедленно копию этого разговора Троцкому и Оралову, скажите, что я подтверждаю переданное днем требование. Никакие уступки белым не вступаю перед самыми крайними мерами, но в наших интересах действовать быстро, а для этого мне нужно получить все сразу. А не частично, как до сих пор. В течение 48 час. все можно будет ликвидировать. Я кончил. -
Гудзарский». Разыгравшаяся в последние дни восстания непогода, ветер и сильный дождь, не позволили применить уже завезенное в окрестности Ярославля химическое оружие. 18 июля при крушении пулемётной площадки броневика был ранен.
Принудил председателя комиссии по возвращению бывших немецких военнопленных в Германию лейтенанта Балка выдать красным сдавшихся немцам участников восстания, в том числе членов его штаба. Организовал массовые казни после подавления восстания, сам проводил допросы и принимал решение о казнях. После расстрела подозреваемых, в числе которых был муж актрисы Валентины Николаевны Барковской — бывший поручик Дмитрий Васильевич Ботельман, комендант штаба мятежников, саму её освободил и, по одной из версий, уехал с ней в Москву. Версия Барковской в протоколе допроса такова: «Первый раз увидели Гузарского при перекличке пленных в театре‚ когда он был очень резок и очень бросался в глаза‚ действовал как диктатор‚ не считаясь ни с кем‚ даже с присутствующим лейтенантом Балком‚ на которого все время прикрикивал. Первый раз заговорила с ним на платформе, прося разрешения напиться, так как целый день нам не давали воды. Потом видела его и разговаривала с ним на допросе‚ где искренно все ему рассказала. Допрос происходил в вагоне верстах в 3-х от города или вернее станции‚ против Карзинкинской фабрики . Допрашивали очень коротко‚ в начале допроса присутствовал летчик и с ним ещё какой-то военный. Всех допрашивали 2 1/2 часа‚ всего 73 человек‚ из которых осталось 18 человек‚ из которых было 3 женщины‚ остальные тут же у вагона были расстреляны. Через некоторое время по ним в вагон пришел военный с завязанной головой, принес сданные мной Гузарскому деньги и сказал, что я свободна, но я была в таком состоянии, что не могла тронуться с места. Когда санитары начали уносить убитых, я упросила караульного доложить начальнику, чтобы он меня принял и когда меня к нему пустили, я на коленях его умоляла довезти меня до Москвы; оставаться после всего перенесенного в Ярославле я не могла даже себе представить»

Юрий Гузарский (в центре) ведёт переговоры с лейтенантом Балком (стоит спиной) у штабного вагона на станции Всполье

С 21 октября 1918 по 13 января 1919 гг. — начальник 15 стрелковой дивизии 15-й армии (с перерывом). 14 января 1919 был по приказу Троцкого осуждён военным трибуналом и расстрелян «за невыполнение приказов командования, своевременную неявку в штаб и дискредитацию политработников». «Революционный начдив Гузарский самовольно нарушил приказ и дезорганизовал хорошо налаженную операцию, — сообщил председатель Реввоенсовета Республики Троцкий в ЦК партии. — Гузарский был расстрелян по постановлению трибунала, которому он был предан мною. После этого митингование начдивов и комиссаров прекратилось. 9-я армия сразу перешла в наступление».